# Ludwig Weniger
Ludwig Weniger (geboren am 8. März 1841 in Neumarkt, Provinz Schlesien; gestorben am 5. März 1926 in Weimar) war ein deutscher Gymnasiallehrer, Klassischer Philologe und Archäologe.

## Leben
Ludwig Weniger besuchte ab 1850 das Pädagogium am Kloster Unser Lieben Frauen in Magdeburg und wechselte 1857 an das Friedrich-Werdersche Gymnasium in Berlin, an dem er 1861 das Abitur ablegte. Im gleichen Jahr nahm er das Studium der Klassischen Philologie und Archäologie an der Berliner Friedrich-Wilhelms-Universität auf. Dort hörte er unter anderem bei den Philologen August Boeckh und Moriz Haupt, bei dem Philosophen Friedrich Adolf Trendelenburg, dem frisch berufenen Historiker Theodor Mommsen, vor allem aber bei dem Archäologen Eduard Gerhard, dem Begründer des Istituto di Corrispondenza Archeologica, des Vorgängers des Deutschen Archäologischen Instituts. Ihm widmete Weniger auch seine Dissertation. Im Jahr 1863, mitten im Bonner Philologenstreit, wechselte Weniger an die Rheinische Friedrich-Wilhelms-Universität Bonn. Dort hörte er bei beiden Kontrahenten, Otto Jahn und Friedrich Ritschl, die das Philologische Seminar in zwei Lager spalteten. Ritschel wird von Weniger in seinem Lebenslauf besonders bedacht.
In Bonn wurde er 1865 mit einer Arbeit über Delphi promoviert und legte auch direkt die Staatsprüfung für das Lehramt ab. 1863 trat er als Lehrer in den Dienst der Privatschule Kortegarn in Bonn und wechselte 1866 an das Elisabet-Gymnasium in Breslau. Als Direktor übernahm er 1875 das Realgymnasium in Eisenach, dem er seit 1873 angehörte. Ein Ruf auf die Stelle des Direktors führte ihn dann 1881 auf das Wilhelm-Ernst-Gymnasium in Weimar, dem er bis 1908 vorstand.
Seine Forschungen konzentrierte Weniger vor allem auf die Deutung der griechischen Mythologie sowie die Religion und die Kulte der Griechen, deren Ergebnisse er nicht nur in den Programmen der Gymnasien in Eisenach und Weimar publizierte. Seine wissenschaftlichen Erkenntnisse wurden gleichermaßen in Wilhelm Heinrich Roschers Ausführlichem Lexikon der griechischen und römischen Mythologie geschätzt, an dem er über lange Zeit mitwirkte.

## Veröffentlichungen (Auswahl)
- Quaestionum Delphicarum specimen. Bonn 1865.
- Die religiöse Seite der großen Pythien. Ein Beitrag zur delphischen Heortologie. Breslau 1870.
- Das alexandrinische Museum. Eine Skizze aus dem gelehrten Leben des Alterthums. Lüderitz, Berlin 1875.
- Das Collegium der Thyiaden in Delphi. Eisenach 1876.
- Das Kollegium der sechzehn Frauen und der Dionysosdienst in Elis. Eisenach 1883.
- Der Gottesdienst in Olympia. Habel, Berlin 1884.
- Der heilige Ölbaum in Olympia. Weimar 1895.
- Altgriechischer Baumkultus. Dieterich, Leipzig 1919.